# Antiche unità di misura del circondario di Piazza Armerina
Sono qui riportate le conversioni tra le antiche unità di misura in uso nel circondario di Piazza Armerina e il sistema metrico decimale, così come stabilite ufficialmente nel 1877; non si riportano le unità di misura e di peso stabilite con la riforma del 1809, rese uniformi nell'intero Regno di Sicilia.
Nonostante l'apparente precisione nelle tavole, in molti casi è necessario considerare che i campioni utilizzati erano di fattura approssimativa o discordanti tra loro.

## Misure di lunghezza
Nel 1877 sono indicate in uso solo le unità ufficiali del 1809.

## Misure di superficie
Nel 1877, oltre alle unità ufficiali del 1809, sono indicate in uso alcune misure abusive.
| Comuni                                                        | Denominazione | Valore   | Unità |
| ------------------------------------------------------------- | ------------- | -------- | ----- |
| Piazza Armerina, Aidone, Pietraperzia, Villarosa, Valguarnera | Salma         | 34297,43 | m²    |
| Piazza Armerina, Aidone, Pietraperzia, Villarosa, Valguarnera | Tomolo        | 2143,59  | m²    |
| Barrafranca                                                   | Salma         | 22310,91 | m²    |
| Barrafranca                                                   | Tomolo        | 1394,43  | m²    |
| Calascibetta                                                  | Salma         | 34290,10 | m²    |
| Calascibetta                                                  | Tomolo        | 2143,13  | m²    |
| Castrogiovanni                                                | Salma         | 34828,23 | m²    |
| Castrogiovanni                                                | Tomolo        | 2176,76  | m²    |

La salma abusiva si divide in 16 tomoli.
Il tomolo di Piazza è di 512 canne quadrate abolite di Palermo.
Il tomolo di Barrafranca ha per lato la corda di canne 18 e palmi 2 aboliti di Palermo.
Il tomolo di Calascibetta, la corda di canne 22 e Palmi 5 aboliti di Palermo.
Il tomolo di Castrogiovanni è di 512 canne quadrate abolite di Castrogiovanni.

## Misure di volume
Nel 1877 sono indicate in uso solo le unità ufficiali del 1809.

## Misure di capacità per gli aridi
Nel 1877, oltre alle unità ufficiali del 1809, sono indicate in uso alcune misure abusive.
| Comuni                                                     | Denominazione               | Valore   | Unità |
| ---------------------------------------------------------- | --------------------------- | -------- | ----- |
| Tutti i comuni                                             | Salma per frumento e legumi | 343,8611 | L     |
| Barrafranca, Piazza Armerina, Castrogiovanni, Pietraperzia | Salma per legumi            | 429,8263 | L     |

Negli usi di consuetudine locale la salma si considera divisa in 16 tomoli.
La salma por frumenti e legumi è di 20 tomoli rasi.
La salma per legumi di Barrafranca è di tomoli rasi 25.

## Misure di capacità per i liquidi
Nel 1877, oltre alle unità ufficiali del 1809, sono indicate in uso alcune misure abusive.
| Comuni                    | Denominazione   | Valore   | Unità |
| ------------------------- | --------------- | -------- | ----- |
| Piazza Armerina           | Salma per mosto | 123,7900 | L     |
| Piazza Armerina           | Salma per vino  | 110,0355 | L     |
| Aidone                    | Salma per mosto | 154,7375 | L     |
| Aidone                    | Salma per vino  | 137,5444 | L     |
| Barrafranca, Calascibetta | Salma           | 275,0888 | L     |
| Castrogiovanni            | Salma per mosto | 128,3748 | L     |
| Castrogiovanni            | Salma per vino  | 110,0355 | L     |
| Pietraperzia              | Salma per mosto | 206,3166 | L     |
| Pietraperzia              | Salma per vino  | 180,5271 | L     |
| Valguarnera               | Salma per mosto | 350,7383 | L     |
| Valguarnera               | Salma per vino  | 275,0888 | L     |
| Villarosa                 | Salma per mosto | 288,8433 | L     |
| Villarosa                 | Salma per vino  | 275,0888 | L     |

La salma per mosto di Piazza si divide in 9 quartare. La salma da vino si divide in 8 quartare, la quartara in 2 mezzarole, la mezzarola in 8 quartucci legali.
La salma per mosto di Aidone si divide in 18 mezzarole, la salma per vino in 16 mezzarole, la mezzarola in 10 quartucci legali.
La salma di Barrafranca e Calascibetta si divide in 16 quartare, la quartara in 20 quartucci legali.
La salma per mosto e la salma per vino di Castrogiovanni si dividono in 8 quartare, la quartara da mosto e da vino in 2 lancelle, la lancella per mosto è di quartucci legali 9 1/3, la lancella da vino di 8 quartucci legali.
La salma per mosto di Pietraperzia si divide in 24 lancelle, la salma per vino in 21 lancelle, la lancella in 10 quartucci legali.
La salma per mosto di Valguarnera si divide in 18 quartare, la quartara per mosto in quartucci legali 22 2/3.
La salma per vino di Valguarnera si divide in 16 quartare, la quartara da vino in 20 quartucci legali.
La salma per mosto e la salma per vino di Villarosa si dividono in 16 lancelle, la lancella in 2 mezzarole, la mezzarola per mosto in 10 1/2 quartucci legali. La Mezzarola da vino 10 quartucci legali.
| Comuni                                                                          | Denominazione                      | Valore    | Unità |
| ------------------------------------------------------------------------------- | ---------------------------------- | --------- | ----- |
| Piazza Armerina, Aidone, Barrafranca, Castrogiovanni, Pietraperzia, Valguarnera | Cafiso di rotoli 10 = 7,934 kg     | 8,596527  | L     |
| Calascibetta                                                                    | Cafiso di rotoli 12 1/2 = 9,918 kg | 10,745658 | L     |
| Villarosa                                                                       | Cafiso di rotoli 100 = 79,342 kg   | 85,965265 | L     |

## Pesi
Nel 1877, oltre alle unità ufficiali del 1809, sono indicate in uso alcune misure abusive.
| Comuni         | Denominazione            | Valore    | Unità |
| -------------- | ------------------------ | --------- | ----- |
| Tutti i comuni | Rotolo                   | 793,420   | g     |
| Tutti i comuni | Oncia grossa             | 66,118333 | g     |
| Tutti i comuni | Trappeso per gli orefici | 0,881578  | g     |

Il rotolo legale diviso in 30 once e l'oncia in 4 quarte è il peso usato abitualmente, ed è denominato peso alla sottile nei comuni di Piazza Armerina, Aidone, Barrafranca, Calascibetta, Villarosa, Valguarnera.
Cento rotoli fanno il cantaro.
Negli usi consuetudinari si adopera pure il rotolo, diviso in 12 once alla grossa.
La libbra mercantile è usata ugualmente dai farmacisti e dagli orefici.
Gli orefici dividono la libbra in 12 once, l'oncia in 30 trappesi, il trappeso in 16 cocci o denari.

## Territorio
Nel 1874 nel circondario di Piazza Armerina erano presenti 8 comuni divisi in 7 mandamenti.
- Aidone • Aidone
- Barrafranca • Barrafranca
- Calascibetta • Calascibetta, Villarosa
- Castrogiovanni • Castrogiovanni
- Piazza Armerina • Piazza Armerina
- Pietraperzia • Pietraperzia
- Valguarnera Caropepe • Valguarnera Caropepe